# Bellecombe-Tarendol
Bellecombe-Tarendol è un comune francese di 99 abitanti situato nel dipartimento della Drôme della regione dell'Alvernia-Rodano-Alpi.

## Società

### Evoluzione demografica
Abitanti censiti